# Дежурная аптека
«Дежурная аптека» (исп. Farmacia de guardia) — испанский комедийный сериал, выходивший в эфир на испанском телевидении на канале Antena 3 с 19 сентября 1991 по 28 декабря 1995. Один из самых успешных испанских сериалов 1990-х годов, получил множество наград. Режиссёр — Антонио Мерсеро.

## Сюжет
Сериал рассказывает о неугомонном семействе хозяйки аптеки Лурдес Кано. Её сыновья Кике и Гильермо, бывший муж Адольфо Сегура, папочка дон Энрике Кано постоянно попадают в различные забавные ситуации, выпутываться из которых им помогают все подряд: сотрудницы Лурдес — Пили и Рэйес, подруги Каталина и Бегония, соседки донья Пакита, Марикилья, Сандра и даже стражи порядка сержант Ромералес и Мария де ла Энкарнасьон.

## В ролях
- Конча Куэтос — Лурдес Кано
- Карлос Ларраньяга — Адольфо Сегура
- Хосе Сориано — дон Энрике Кано
- Маручи Леон — Пили Фернандес
- Африка Госальбес — Рэйес «Королева» Гонсалес
- Мигель Анхель Гарсон — Энрике «Кике» Сегура
- Хулиан Гонсалес — Гильермо Сегура
- Алисия Росас — Каролина Эстефания «Фани»
- Анхель Пардо — Ченчо
- Сесарио Эстебанес — сержант Ромералес
- Мария Гарралон — Мария де ля Энкарнасьон
- Эмма Осорес — Сандра
- Эва Исанта — Исабель, дочь Лурдес и Адольфо
- Хуан Карлос «Како» Сенанте — Марсело, муж Исабель
- Мария Аданес — Мария
- Альваро де Луна — Карлос Вергара
- Эсперанса Грасес — донья Пакита
- Мигель Анхель Валькарсель — Пинья
- Иньяки Вальехо — Мармота
- Анхелес Макуа — Каталина
- Мерседес Алонсо — Бегонья
- Ампаро Морено — Марикилья
- Мария Луиса Понте — донья Роза[2]
- Луис Сихес — дон Рикардо
- Инес Моралес — Барбара, невеста Адольфо
- Ампаро Ривельес — Аврора[3]

## Список серий
В Испании сериал был транслирован пятью сезонами, а позже ещё раз, четырьмя. В России сериал транслировался каналом 2х2 и ТВ-6.

### Сезон 1 (1991—1992)
1. Дежурная аптека / Farmacia de Guardia
2. Сеньор утка / El señor pato
3. Скейт / El monopatín
4. Моя подруга колдунья / Mi amiga la bruja
5. Две четы (Жёлтые розы) / Parejas De Dos
6. Дедушкина невеста / La Novia Del Abuelo
7. Волшебный рецепт / Fórmula Magistral
8. Лотерея везенья / La Lotería De La Suerte
9. Тревожная ночь / Una Noche Agitada
10. Чемоданчик / El Maletín
11. Серьёзный жених / Un Novio Formal
12. Победитель гонки / Final De Etapa
13. День матери / El Día De La Madre
14. Последнее млекопитающее / El Último mamífero
15. Требуется Дед Мороз / Se Busca A Papa Noel
16. Глоток шампанского / Con Un Sorbito De Champagne
17. С Новым годом! / ¡Feliz Ano Nuevo, Puñetas!
18. Рубашки / Las Camisetas
19. Нож-выкидуха / El Mono Sin Pelo
20. Мавры и христиане / Moras Y Cristianas
21. Не правда ли, ангел любви…? / ¿ No es verdad ángel de amor…?
22. Шимпанзе / El Mono Con Pelo
23. Эликсир долголетия / Elixir De Larga Vida
24. Век живи, век учись / Enseñar Al Que No Sabe
25. Рыжие женщины и копролит / Pelirrojas Y Coprolitos
26. Уборщик / El Señor De La Limpieza
27. Магическое имя — Адольфо / Ponga Un Adolfo En Su Vida
28. Куда идёшь, Адольфо? / ¿ Dónde Vas Adolfo Ponce?
29. Панки (Брат Пили) / Pim Pam, Punk
30. Любовные письма / Cartas De Amor De Conocidos
31. Уроки английского / I Love, You Love, He Loves
32. Как понравиться девушкам / Cómo Gustar A Las Chicas
33. Кризис в Персидском заливе / La Crisis Del Golfo
34. Сюрприз / La Sorpresa
35. Новые сюрпризы / Nuevas Sorpresas
36. Это сжигающее пламя любви / La Llama Ardiente Del Amor
37. Любовь, ревность и валериана / Diazepan, Amor Y Celos
38. Да здравствуют петарды! / ¡Vaya Petardo!
39. Парад невест / Las novias autonómicas
40. С божьей помощью / Con La Ayuda Del Cielo
41. Один раз пошалишь — никому не навредишь / Una Aventura Al Ano No Hace Daño
42. Гвоздики / Clavelitos
43. Подруга по переписке / Amiga Por Correspondencia
44. Музыкальное сопровождение / Música Mientras Trabaja
45. Накладка на грудь / De Pelo En Pecho
46. Цилиндр / El Cilindrón
47. Почти всеобщее веселье / Alegría casi general
48. Шпаргалки / Cuarto Y Mitad De Chuletas
49. Приёмные дети / Hijos Putativos
50. История с серьгой / Problema Pendiente
51. День шуток / Los Inocentes
52. Три триста / Tres Trescientos

### Сезон 2 (1992—1993)
1. Аптечный цветок / La flor de las mancebas
2. Седина в бороду — бес в ребро / A la vejez, viruelas
3. Верный мяч / El pelotazo
4. Идеальная семья / Una familia ejemplar
5. Рождественская ночь / Esta noche es nochebuena
6. Счастливого Нового года/ Feliz entrada y salida
7. Тщетные поиски / Buscando chica desesperadamente
8. Новые друзья Королевы / Para los amigos, Cuin
9. Горячая линия / Números calientes
10. Твои друзья тебя не забудут / Tus amigos no te olvidan
11. Вдвойне или ничего / Doble o nada
12. Да здравствуют невесты! / Vivan las novias
13. Много шума из ничего / Mucho morro y pocas nueces
14. Поцелуи и жареная картошка / Besos y patatas fritas
15. Вне закона / Fuera de la ley
16. Родственные души / Almas gemelas
17. Не помню, чтобы мы встречались / Si te he visto, no me acuerdo
18. Новый практикант / El nuevo fichaje
19. Нежданная посылка / Un paquete inesperado
20. Карнавал, Карнавал / Carnaval, carnaval
21. Буду любить, пока не надоест / Te amaré hasta que me harte
22. Поцелуй смерти / El beso de la muerte
23. Марило из Кадиса / Mariló de Cádiz
24. Король жареной птицы / El Rey del pájaro frito

### Сезон 3 (1993—1994)
1. Посетители / Los visitantes
2. Партия в карты / La partida de mus
3. Что с ним, доктор? / ¿Qué le pasa, doctor?
4. Свадебные колокола / Campanas de boda
5. Это что-то / Chupi calabaza
6. Соперники / Los rivales
7. Не разрывай эту цепочку / No rompas esta cadena
8. Подарок / El regalo
9. Лучший друг /El mejor amigo
10. Дело чёрной руки / El caso de la mano negra
11. Су-ен Пате / Tsu-yen paté
12. На себя, Ромералес! / Para adentro, Romerales
13. Хорошо — учиться / Instruir deleitando
14. Когда мы поженимся, Рейес? / ¿Cuándo nos casamos, Reyes?
15. Как Сильфида / Como una sílfide
16. Орёл или решка / Cara o cruz
17. Сестра Алилуйя / Sor Aleluya
18. Газ в новогоднюю ночь / Bombonas de Nochevieja
19. Шествие Волхвов / У Мельхиора разболелись зубы / Al Rey Melchor le duelen las muelas
20. Взяли с поличным / Con las manos en la caja
21. Элементарно, дорогой Гильермо / Elemental querido Guiller
22. Простатит, с Вашего разрешения / La próstata con perdón
23. Любовь в письмах / Amor a la carta
24. Чисто, точно и с блеском / Limpia, fija y da esplendor
25. Реалити шоу (Правда жизни) / Reality show
26. Операция Таракан / Operación Carapedo
27. Представление начинается / Empieza el espectáculo
28. Отец бывает только один / Padre no hay más que uno
29. Дом, милый дом / Hogar dulce hogar
30. Кафе Барловенто / El Barlovento
31. Открытки для Фани / Postales para Fani
32. Жизнь — это цирк / Todo es un circo
33. Месть Таракана / La venganza de Carapedo
34. Отключили электричество / El apagón
35. Не страдай, Кончик / No sufras Capullo
36. Минута слабости / Un momento de debilidad
37. Влюблённый Мармота / Marmota se enamora
38. Избежать разорения / Huyendo de la quema
39. Кике сдаёт экзамен / El examen de Kike
40. Танцующее дерево / La samba del tronco
41. Человек-невидимка / El hombre bastante invisible

### Сезон 4 (1994—1995)
1. Семейные тайны / Secretos de familia
2. В любви, как на ринге / El amor es un ring
3. Два моих жениха / Mis dos novios
4. Негр с золотой трубой / El negro de la trompeta de oro
5. Поэзия в аптеке / Poesías en la farmacia
6. Приготовление к бою / Zafarrancho de combate
7. Фурункул / El forúnculo
8. Чтобы стать первоклассным водителем / Para ser conductor de primera
9. Все вместе / Con un par
10. Молчаливый гость / El invitado silencioso
11. Самооборона / Defensa personal
12. Плохие времена для лирики / Malos tiempos para la lírica
13. Роботы / El autómata
14. С Рождеством, фармацевт Кано / Felices Pascuas, Licenciada Cano
15. Индейка с каштанами / Pavo con castañas
16. Что ты попросила у волхвов? / ¿Qué has pedido a los Reyes Magos?
17. Собачий бизнес / Un negocio muy perro
18. Подручное средство / El adminículo
19. Никому об этом не говори / No se lo digas a nadie
20. Новички / Los principiantes
21. В жизни больше не напьюсь / No te bebas la vida
22. Внешность обманчива / Las apariencias engañan
23. Вампир где-то рядом / Aquí hay vampiros
24. Проблема молока / Un problema de la leche
25. Пятно / Los impolutos
26. Фани забастовала / La huelga de Fani
27. Ошиблись номером / Número equivocado
28. Ангельское личико / Carita de ángel
29. С музыкой в другую сторону / Con la música a otra parte
30. Фифти-фифти / Fifty-fifty
31. Ты будешь отцом, Ченчо! / Vas a ser padre, Chencho
32. Цветок или ружьё / Flor o fusil
33. Мать только одна / Madre no hay más que una
34. Просвещённый / El tupé ilustrado
35. Туз треф / El as de bastos
36. Поездка на Ибису для двоих / Viaje a Ibiza para dos
37. Свадьба Адольфо / La boda de Adolfo
38. Ни с тобой, ни без тебя / Ni contigo ni sin tí
39. Нерешительность / Sublime indecisión

### Сезон 5 (1995)
1. Кошка в аптеке / Una gata en la farmacia
2. Фани возвращается домой / Fani vuelve a casa
3. Два одиноких мужчины / Dos hombres solos
4. Частные уроки / Se dan clases particulares
5. Одна девушка лучше двух / Una mejor que dos
6. Со мной этого не случится / A mí no me puede tocar
7. И был пир / Y comieron perdices
8. Настоящий театр / Lo tuyo es el teatro
9. Тотальное спасение / Salvación total
10. Отрицательный резус / Cero negativo
11. Синдром Питера Пена / El síndrome de Peter Pan
12. Два гуся и красивая девочка / Los dos patitos y la niña bonita
13. Голос ночи (Часть 1) / «La voz de la noche». Parte 1
14. Голос ночи (Часть 2) / «La voz de la noche». Parte 2

## Фильм
В марте 2010 года был выпущен полнометражный фильм — «Дежурная аптека. Последнее дежурство» (Farmacia de Guardia. La última guardia, 2010), снятый на основе телевизионного сериала с участием основных актёров прежнего состава. Режиссёр фильма Manuel Estudillo, съёмочная группа также не та, что снимала оригинальный сериал. Была попытка заглянуть в судьбы персонажей спустя 15 лет.